# Mare de Déu de la Misericòrdia (Bonanat Zaortiga)
Mare de Déu de la Misericòrdia és un quadre de Bonanat Zaortiga pintat el 1430-1440 que actualment forma part de la col·lecció permanent del Museu Nacional d'Art de Catalunya. Procedeix de Blancas (Terol).

## Història
Aquesta taula constituïa el compartiment central d'un retaule provinent de l'ermita de la Mare de Déu de la Carrasca, a Blancas, província de Terol. La “carrasca” és una alzina petita, i l'arbre representat al marge inferior esquerre de la composició fa, justament, referència a l'origen de la peça.

## Descripció
La Mare de Déu de la Misericòrdia aixopluga sota el seu mantell una multitud de personatges integrada per homes, a l'esquerra, i dones, a la dreta, de diferents edats i condicions i entre els quals podem trobar laics i religiosos. El seu mantell, sostingut per dos àngels, protegeix els éssers humans de les cinc fletxes que han caigut del cel, i que simbolitzen un dels mals més temuts i estesos a l'Europa de la Baixa Edat Mitjana, la pesta, entesa tot sovint com a càstig diví pels pecats de la humanitat.

## Anàlisi
La taula de la Mare de Déu de la Misericòrdia, coneguda també com de la Carrasca, atribuïda a l'aragonès Bonanat Zaortiga, amb el característic aplec de fidels sota el seu mantell, s'aparta del tema del donant. Tanmateix, és un bon exemple del tractament encara genèric en ple segle xv d'una gran diversitat d'individus, no tan sols homes d'església, reis, nobles o grans dignataris, sinó també menestrals i homes d'altres condicions socials, caracteritzats bàsicament tots ells per la indumentària.